# Anton Jani
Anton Jani (* 16. August 1808 in Gera; † 13. Juli 1863 in Schleiz) war ein deutscher Richter und Politiker.

## Leben
Jani war der Sohn des praktischen Arztes Christian Heinrich Jani in Gera und dessen Ehefrau Elisabeth Friedericke Henriette geborene Hemleb. Er war evangelisch-lutherischer Konfession und heiratete am 4. Oktober 1832 in Saalburg Emilie Louise Friederike Mehlhorn (* 1. April 1806 in Saalburg; † 11. Mai 1857 in Schleiz), die Tochter des fürstlich Reuß-Plauen gemeinschaftlichen Justizamtmann Johann Christoph Mehlhorn in Saalburg.
Jani studierte Staats- und Rechtswissenschaften in Leipzig und war danach bis 1832 Amtsaktuar und Kornschreiber (ein Bediensteter der die Getreideeinnahmen und -ausgaben kontrolliert) in Saalburg. Am 14. August 1832 wurde er Zweiter Aktuar beim Stadt- und Landgericht Gera und 1837 Assessor und Erster Aktuar am Kriminalgericht Gera. Ab 1842 wirkte er als Landgerichtsdirigent mit dem Titel Rat und Landrichter in Lobenstein, bevor er am 10. Mai 1849 Dirigent des Justizamtes II in Schleiz wurde. 1852 wurde er Vorsitzender des Kriminalgerichts in Schleiz und 1863 dort Direktor. Er wurde mit dem Titel eines Kriminalrats und dem fürstlichen Zivil-Ehrenkreuz I. Klasse (1858) ausgezeichnet.
Vom 12. Februar 1852 bis zum 6. Juni 1853 war er Mitglied im Landtag Reuß jüngerer Linie.